# جکسون (میزوری)
جکسون (به انگلیسی: Jackson) شهری در شهرستان کیپ ژراردو ایالت میزوری است که جمعیت آن در سرشماری سال ۲۰۱۰ میلادی ۱۳٫۷۵۸ نفر بوده است.